# Ydrousa
Ydrousa (řecky Υδρούσα) je řecká obecní jednotka na ostrově Andros v Egejském moři v souostroví Kyklady. Do roku 2011 byla obcí. Nachází se v severní části ostrova a na jihu sousedí s obecní jednotkou Andros. Je jednou ze tří obecních jednotek na ostrově.

## Obyvatelstvo
Obecní jednotka Ydrousa se skládá z 11 komunit, z nichž největší jsou Mpatsi a Gavrio. V závorkách je uveden počet obyvatel.
- Obecní jednotka Ydrousa (1948) o rozloze 81,918 km² — komunity: Ammolochos (61), Ano Gavrio (139), Aprovatou (267), Arni (110), Fellos (151), Gavrio (957), Katakoilos (134), Makrotantalo (182), Mpatsi (1156), Palaiopoli (159), Vitali (56).